# 卡德喬礁 (佛羅里達州)
卡德喬礁（英語：Cudjoe Key）是位於美國佛羅里達州門羅縣的一個人口普查指定地區。

## 地理
卡德喬礁的座標為24°39′51″N 81°28′56″W / 24.66417°N 81.48222°W，而該地最高點為海拔高度0米（即0英尺）。

## 人口
根據2010年美國人口普查的數據，卡德喬礁的面積為14.60平方千米，當中陸地面積為13.60平方千米，而水域面積為1.00平方千米。當地共有人口1685人，而人口密度為每平方千米115人。